# Adrián Campos
Adrián Campos Suñer (* 17. Juni 1960 in Valencia; † 27. Januar 2021 ebenda) war ein spanischer Unternehmer und Automobilrennfahrer. Er war der Vater des Rennfahrers Adrián Campos jr.

## Leben
Campos wurde am 17. Juni 1960 in Valencia geboren. Er war Enkel des bekannten spanischen Unternehmers Luis Suñer. Sein Vater gründete Avidesa, eine Unternehmung für Tiefkühlkost. Er hatte einen Sohn, Adrián Campos Jr., der ebenfalls Rennfahrer ist.
Campos starb am 27. Januar 2021 in Valencia an den Folgen einer Aortendissektion.

## Karriere
Campos gewann 1980 die spanische Meisterschaft für RC-Cars und begann 1981 seine Karriere im Automobilsport. Ab 1983 bestritt er die Rennen der Formel 3 und wurde 1985 Dritter in der Deutschen Formel-3-Meisterschaft hinter Volker Weidler und Kris Nissen. 1986 stieg er in die Internationale Formel-3000-Meisterschaft auf, blieb in dieser Saison jedoch ohne Punkte.

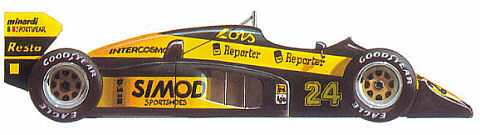
Zeichnung des von Adrián Campos gefahrenen Formel-1-Rennwagens Minardi M187 aus dem Jahr 1987 (allerdings mit der Startnummer seines Teamkollegen Alessandro Nannini)

Dennoch erhielt Campos in den Jahren 1987 und 1988 ein Cockpit beim italienischen Minardi-Team in der Formel-1-Weltmeisterschaft. Er war für 21 Grand Prix gemeldet, konnte sich 17 Mal für den Start qualifizieren, kam jedoch nur zweimal ins Ziel. Sein Formel-1-Debüt gab er am 12. April 1987 beim Großen Preis von Brasilien. Seine beste Platzierung war der 14. Platz bei seinem Heim-Grand-Prix, dem Großen Preis von Spanien 1987. 1988 wurde Campos erneut von Minardi verpflichtet, weil er über gute Kontakte zu Sponsoren verfügte. Nachdem Campos allerdings bei den ersten fünf Rennen des Jahres dreimal die Qualifikation verpasst hatte, trennte sich das Team von ihm. Er wurde durch Pierluigi Martini ersetzt, der familiär mit dem Rennstallbesitzer Giancarlo Minardi verbunden war.
Nach Abschluss seiner Karriere gründete Campos 1998 das Motorsportteam Campos Grand Prix, das wenige Jahre später auch an der GP2-Serie teilnahm. Campos Racing erhielt einen Startplatz für die Formel-1-Weltmeisterschaft 2010, konnte aber bis kurz vor Saisonbeginn keine tragfähige Struktur aufbauen. Wenige Wochen vor dem ersten Rennen verkaufte er den Formel-1-Zweig des Teams, das schließlich unter der Leitung von Colin Kolles als Hispania Racing F1 Team (HRT F1) antrat.

## Statistik

### Statistik in der Formel-1-Weltmeisterschaft

#### Gesamtübersicht
| Saison | Team             | Chassis                    | Motor                    | Rennen | Siege | Zweiter | Dritter | Poles | schn. Rennrunden | Punkte | WM-Pos. |
| ------ | ---------------- | -------------------------- | ------------------------ | ------ | ----- | ------- | ------- | ----- | ---------------- | ------ | ------- |
| 1987   | Minardi Team SPA | Minardi M186B Minardi M187 | Motori Moderni 615 90 V6 | 15     | –     | –       | –       | –     | –                | 0      | 28.     |
| 1988   | Minardi Team SPA | Minardi M188               | Cosworth DFZ V8          | 2      | –     | –       | –       | –     | –                | 0      | 34.     |

#### Einzelergebnisse
| Saison | 1   | 2   | 3   | 4   | 5   | 6   | 7   | 8   | 9   | 10  | 11  | 12 | 13  | 14  | 15  | 16 |
| ------ | --- | --- | --- | --- | --- | --- | --- | --- | --- | --- | --- | -- | --- | --- | --- | -- |
| 1987   |     |     |     |     |     |     |     |     |     |     |     |    |     |     |     |    |
| DSQ    | DNF | DNF | DNS | DNF | DNF | DNF | DNF | DNF | DNF | DNF | DNF | 14 | DNF | DNF | DNF |    |
| 1988   |     |     |     |     |     |     |     |     |     |     |     |    |     |     |     |    |
| DNF    | 16  | DNQ | DNQ | DNQ |     |     |     |     |     |     |     |    |     |     |     |    |

### Le-Mans-Ergebnisse
| Jahr | Team         | Fahrzeug      | Teamkollege  | Teamkollege      | Platzierung | Ausfallgrund |
| ---- | ------------ | ------------- | ------------ | ---------------- | ----------- | ------------ |
| 1997 | Pilot Racing | Ferrari 333SP | Michel Ferté | Charlie Nearburg | Ausfall     | Benzinsystem |